# Adrián Vázquez
Adrián Vázquez Lázara (Madrid, 5 de mayo de 1982) es un político español, eurodiputado en el Parlamento Europeo por el Partido Popular.Antes de aceptar la oferta de Feijoo para unirse a las listas del PP para las elecciones europeas, ejerció como eurodiputado y Secretario General del partido Ciudadanos,puesto desde el que intentó una finalmente frustrada coalición electoral con el Partido Popular para que ambas formaciones concurriesen juntas a las elecciones catalanas y europeas de 2024.

## Biografía

### Formación
Nacido el 5 de mayo de 1982 en Madrid, sus orígenes familiares se encuentran en la localidad gallega de Lalín (provincia de Pontevedra). Tiene un máster en Relaciones Internacionales por la Universidad de Warwick (Reino Unido) y un grado en Estudios Internacionales en la Universidad de Lindenwood (Misuri, Estados Unidos), gracias a una beca deportiva. Previamente había realizado estudios en Derecho por la Universidad Complutense de Madrid. Vázquez realizó además una estancia académica en Japón, donde obtuvo un diploma en Estudios de lengua y cultura japonesa por el Instituto de Estudios Internacionales de Tokio.

### Carrera profesional
Su amplia trayectoria profesional y académica vinculada al ámbito internacional, ha unido su perfil político a puestos de relevancia en la UE y de enlace de la política española con la europea e internacional.
Desde 2015, Vázquez coordinó la actividad internacional y europea de Ciudadanos, así como la agenda internacional del expresidente de la formación naranja, Albert Rivera. Asimismo, lideró, junto a Luis Garicano,  las negociaciones para la incorporación del partido a la familia liberal europea del ALDE y, posteriormente, a la formación del grupo Renovar Europa en el Parlamento Europeo, que unió a los partidos liberales de toda Europa con la formación francesa En Marche-Renaissance, impulsada por Emmanuel Macron. También coordinó la campaña de Ciudadanos a las elecciones al Parlamento Europeo de 2019.
Especializado en asuntos internacionales y administración pública, entre 2015 y 2020, previamente a ser elegido eurodiputado, fue jefe de gabinete de la delegación de Ciudadanos en la Eurocámara. El ahora eurodiputado ya conocía de primera mano el Parlamento Europeo, pues un año antes había ejercido de jefe de oficina del entonces europarlamentario por UPyD y vicepresidente de ALDE, Fernando Maura, y vivió la transición de UPyD a Cs. En su trabajo como jefe de gabinete de Ciudadanos Europa, Vázquez contribuyó a la expulsión de la extinta Convergència de la familia liberal europea, una reivindicación histórica del partido naranja en la Eurocámara.
Anteriormente, trabajó también en distintas organizaciones como la OSCE, concretamente en el Secretariado de Viena y la misión a Bosnia y Herzegovina; la OTAN como investigador en el Comité de Política y en el Comité de Ciencia y Tecnología; o la Agencia Coreana de Comercio, y fue jefe de gabinete de la exministra de Asuntos Exteriores, Ana Palacio. También ha ejercido como consultor de asuntos públicos en el sector privado. 
Actualmente, y de forma complementaria a su actividad política y profesional, Adrián trabaja como docente en el ámbito universitario en la escuela de negocios ESADE como profesor de Relaciones Internacionales. 

### Trayectoria política
En 2019 fue elegido como número ocho en la lista de Ciudadanos para las elecciones al Parlamento Europeo del 26 de mayo. A raíz del reparto de asientos en la Eurocámara por la salida de Reino Unido de la Unión Europea, Vázquez logra su escaño como eurodiputado el 1 de febrero de 2020.
El 17 de febrero de 2020 fue elegido presidente de la Comisión de Asuntos Jurídicos de la Eurocámara, convirtiéndose en el eurodiputado más joven en acceder a la presidencia de una comisión parlamentaria. Igualmente, es miembro de la Conferencia de Presidentes de Comisión y la Delegación para las Relaciones con la República Popular China del Parlamento Europeo, y miembro suplente en la Comisión de Agricultura y Desarrollo Rural y la Delegación para las Relaciones con Bosnia y Herzegovina y Kosovo.
Como presidente de la Comisión JURI, ha sido el responsable de sacar adelante los procesos de levantamiento de inmunidad de los eurodiputados de Junts Carles Puigdemont, Toni Comín y Clara Ponsatí apoyándose en el reglamento europeo para garantizar la transparencia del procedimiento. En mayo de 2022, el Tribunal de Justicia de la Unión Europea dictó un auto por el que se restituía cautelarmente la inmunidad parlamentaria de Puigdemont, Comín y Ponsatí. El recurso que estos presentaron contra la decisión del Parlamento Europeo se encuentra a la espera de ser resuelto mediante sentencia que deberá pronunciarse sobre si la retirada de la inmunidad parlamentaria fue o no acorde a Derecho.
Como miembro de la Comisión de Agricultura y Desarrollo Rural del Parlamento Europeo, tuvo un papel destacado en la última reforma de la Política Agraria Común (PAC) y en numerosas iniciativas vinculadas al Pacto Verde Europeo desde una perspectiva activa en defensa de la situación de los agricultores españoles y europeos. 
Desde septiembre de 2022, es portavoz de la Delegación de Ciudadanos en el Parlamento Europeo en sustitución de Luis Garicano, quien dejó su acta parlamentaria. 
Como Secretario General de Ciudadanos, defendió ante sus compañeros de partido que, dada la situación política que atravesaba España, la mejor opción para la formación liberal era formar una coalición electoral con el Partido Popular de cara a las elecciones catalanas y europeas de 2024. Después de recabar el apoyo de muchos de sus compañeros de partido y de lograr el visto bueno de la dirección del PP, la coalición fue bloqueada por los dirigentes del partido naranja en Cataluña.
Tras el fracaso de la coalición, y en coherencia con su ideal de no dividir el voto de centro y de derecha frente a Pedro Sánchez, Adrián dimitió de todos sus cargos en Ciudadanos. En ese mismo momento, el líder del Partido Popular, Alberto Nuñez Feijoo, abrió la puerta de su partido a Adrián Vázquez y a otros antiguos cargos liberales para que concurriesen dentro de las listas de la formación popular a las elecciones europeas.
Adrian Vázquez concurrió como número 10 de la lista del PP a dichas elecciones y fue elegido de nuevo eurodiputado el 9 de 2024.